# 盛田昭夫
盛田 昭夫（もりた あきお、1921年〈大正10年〉1月26日 - 1999年 〈平成11年〉10月3日）は、愛知県名古屋市出身の技術者、実業家。位階は正三位。
井深大と共に、電気機器メーカーのソニーグループ株式会社創業者の一人であり、製品開発に独創性とスピードを求め、他社に先駆けた革新的製品を作り出すことで、ソニーブランドの人気を高め、企業イメージを確立した。

## 生涯
愛知県名古屋市白壁（盛田家の出自は常滑だが、盛田自身は名古屋出身である）に盛田久左衛門・収子の長男として生まれる。生家は、代々続いた造り酒屋で父・久左衛門は盛田家第14代当主。母・収子は、元大垣共立銀行頭取戸田鋭之助の娘であり、元仙台市長・早川智寛の姪、会社再建の神様といわれた早川種三のいとこにあたる。また、敷島製パン創業家とは親戚、三省堂創業家・亀井家とも姻戚関係にある。
愛知県第一師範学校附属小学校（現・愛知教育大学附属名古屋小学校）、旧制愛知県第一中学校（現・愛知県立旭丘高等学校）、第八高等学校（現・名古屋大学）、大阪帝国大学理学部物理学科卒。海軍技術中尉に任官し、海軍航空技術廠に配属される。
太平洋戦争中、海軍技術中尉時代にケ号爆弾開発研究会で井深大と知り合う。
終戦後、1946年（昭和21年）に井深らとソニーの前身である東京通信工業株式会社を設立し、常務取締役に就任。
没後であるが2022年5月30日、愛知県から名誉県民の称号を贈られる。

## 経歴
- 1950年（昭和25年）日本初のテープレコーダー「G型」を発売。
- 1951年（昭和26年）三省堂社長の四女・亀井良子と結婚。
- 1955年（昭和30年）日本初のトランジスタラジオ「TR-55」を発売。
- 1959年（昭和34年）ソニー代表取締役副社長に就任。
- 1960年（昭和35年）米国にソニー・コーポレーション・オブ・アメリカを設立し、取締役社長に就任。
- 1971年（昭和46年）ソニー代表取締役社長に就任。
- 1976年（昭和51年）同代表取締役会長に就任。
- 1979年（昭和54年）ウォークマン発売。
- 1986年（昭和61年）経団連副会長。
- 1993年（平成5年）11月、テニスのプレー中、脳内出血で倒れる。その後会長職を退き、ハワイで静養した。
- 1994年（平成6年）ソニー ファウンダー・名誉会長に就任。
- 1999年（平成11年）10月3日午前10時25分、肺炎のため東京都港区の東京都済生会中央病院で死去した、78歳没[1]。墓所は港区長谷寺。戒名は盛昭院天涯敬道上座。

## 受賞・栄誉
- 1982年 - ロイヤル・ソサエティ・オブ・アーツよりアルバート・メダル
- 1987年 - 日本翻訳出版文化賞
- 1987年 -  ドイツ連邦共和国功労勲章受勲
- 1991年 - 勲一等瑞宝章受勲
- 1992年 - イギリス王室より名誉大英帝国勲章およびナイト爵の称号受勲
- 1994年 - IEEEファウンダーズメダル
- 1998年2月23日 - フランス政府よりレジオンドヌール勲章コマンドゥール受勲[5]。
- 1999年 - 正三位および勲一等旭日大綬章受勲

## 人物
- 井深大と共にソニーを世界企業に育て上げ、井深の技術的発想を実現すると共にソニーの発展を第一として活動、技術者出身ながら営業の第一線にあり、トランジスタラジオ、ウォークマン等を世界に売り込んだ。
- 当時のソニーが技術開発の資金を調達することは、大変であったと思われる。しかし、盛田はそれをやりぬき、トリニトロンの商品化を実現した。
- 私人としては「社交性に富み、非常に親しみやすい」と言われる反面、十数代続く造り酒屋の跡取りとして、厳格な一家の家長であったと言われている。ただし、子息に自己の思考を押し付けたり、特定の学校への進学等を指図する事はなかったという。
- ソニー創業期の社員の給与は、盛田の実家の酒屋（盛田）から出ていたという逸話がある。また常滑市南部の盛田一族及び縁故者もソニーの株を大量に購入して事業を支えた。それほど創業期は資金面において苦しかった模様である。また、銭形平次の原作者である野村胡堂（レコード評論家「野村あらえびす」としても有名）より出資を受けている。
- 「日本は福祉国家ではない。」が持論で、大きな政府に否定的な立場であったとされる。
- 1989年（平成元年）に作家の石原慎太郎と『「NO」と言える日本──新日米関係の方策』を発表しミリオンセラーとなった。同著では、対米関係の見直しを直言するなど、論客としても知られたが、派手な言動は人により評価が分かれ、共に日米経済人会議の議長に擬された、経団連副会長の佐波正一（東芝）と好対照と視る向きもある。建築家の岡田新一とは、次男が岡田の娘と結婚したため、姻戚関係にあった。
- 盛田の功績は経済界・産業界のみならず、ユニークな和製英語にも残る。ロマンスグレーは盛田が考案した造語である。
- 盛田は母校愛知県立旭丘高等学校バスケット部OBOG会の年会費2,000円を晩年まで毎年きっちりと振り込んでいた。
- 昭和の元号が採用される前は比較的なじみが薄かった昭の字を先行して用い命名された数少ない有名人の一人である。改元以降はこの字を含む名前が急増したため、昭和生まれと誤解されることもしばしばあった。
- 1999年のタイム誌による「今世紀に重要だった100人」に選出されている。
- アマチュア無線家であり、JP1DPJというコールサインを持っていた。

## 系譜
盛田氏
```
早川智寛
　　┃
　　┣━━━━━早川種三
　　┃
┏長子　　　　　　　　　　岩間和夫
┃　　　　　　　　　　　　　┃
┗戸田鋭之助━━収子　　┏菊子
　　　　　　　　┃　　　┃
　　　　　　　　┃　　　┣盛田正明
　　　　　　　　┣━━━┫
　　　　　　　　┃　　　┣盛田和昭
　　　　　　　　┃　　　┃
　　　　盛田久左衛門　　┗盛田昭夫
　　　　　　　　　　　　　　┃　　　┏盛田英夫
　　　　　　　　　　　　　　┣━━━┫盛田昌夫
　　　　　　亀井豊治━━━━良子

```

- 早川智寛
- 早川種三
- 戸田鋭之助 - 大垣藩家老の家に生まれ、大垣共立銀行初代頭取。正五位勲五等、大垣商工会議所会頭を務め、朝鮮総督府の要職等に就いた。
- 盛田久左衛門 - 醸造業盛田元代表。
- 盛田正明 - 元ソニー副社長。公益財団法人盛田正明テニス・ファンド代表。公益財団法人日本テニス協会名誉会長。
- 盛田和昭 - 盛田エンタプライズ株式会社代表取締役会長。盛田元社長。敷島製パン元会長。ココストア創業者[6]。
- 盛田英夫
- 盛田昌夫 - 1954年生。米ジョージタウン大学卒業後、モルガン銀行を経て1981年にソニーに入社。2015年ソニー・ミュージックエンタテインメイント代表取締役会長退任。
- 岩間和夫 - ソニー第4代社長
- 亀井豊治 - 三省堂書店創業者・亀井忠一の五男。

## 主な著作書籍
- 『学歴無用論』朝日新聞社〈朝日文庫〉、1987年5月20日。ISBN 978-4022604156。NDLJP:11955439。 (学歴無用論も参照)
- 『新実力主義』 （文藝春秋）
- 『メイド・イン・ジャパン : わが体験的国際戦略』朝日新聞社、1987年1月26日。ISBN 978-4022605825。NDLJP:12050462。（E・M・ラインゴールドと共著） - 発行部数45万部
- 『「NO」と言える日本』 （光文社、石原慎太郎と共著、ISBN 978-4334051587） - 発行部数125万部
- 『21世紀に向けて』 （読売新聞社、デイヴィッド・ロックフェラーとの共著、ISBN 978-4643921182）
- 『21世紀へ』 （ワック、論文集、ISBN 978-4898310205）
- 『盛田昭夫語録—世界が舞台の永遠青年』 （ソニーマガジンズ、ソニー・マガジンズビジネスブック編集部編集による語録、ISBN 978-4789711012）
- 『盛田昭夫語録』 （小学館、盛田昭夫研究会編集による語録、ISBN 978-4094162929）